# Bochotnica
Bochotnica is een plaats in het Poolse district  Puławski, woiwodschap Lublin. De plaats maakt deel uit van de gemeente Kazimierz Dolny en telt 1000 inwoners.